# Narty (powiat rypiński)
Narty – wieś w Polsce położona w województwie kujawsko-pomorskim, w powiecie rypińskim, w gminie Rogowo.

## Podział administracyjny
| SIMC    | Nazwa       | Rodzaj    |
| ------- | ----------- | --------- |
| 0868537 | Jegle       | część wsi |
| 0868543 | Klepczarnia | część wsi |
| 0868550 | Ostrów      | część wsi |
| 0868566 | Ugoda       | część wsi |

W latach 1975–1998 miejscowość należała administracyjnie do województwa włocławskiego.

## Demografia
Według Narodowego Spisu Powszechnego (III 2011 r.) liczyła 84 mieszkańców. Jest 22. co do wielkości miejscowością gminy Rogowo.

## Wydobycie torfu
Na terenie wsi znajduje się torfowisko niskie, które w latach 80. XX wieku było na całym obszarze eksploatowane z zasobów torfu.